# Preziosissimo Sangue di Nostro Signore Gesù Cristo al Gianicolense

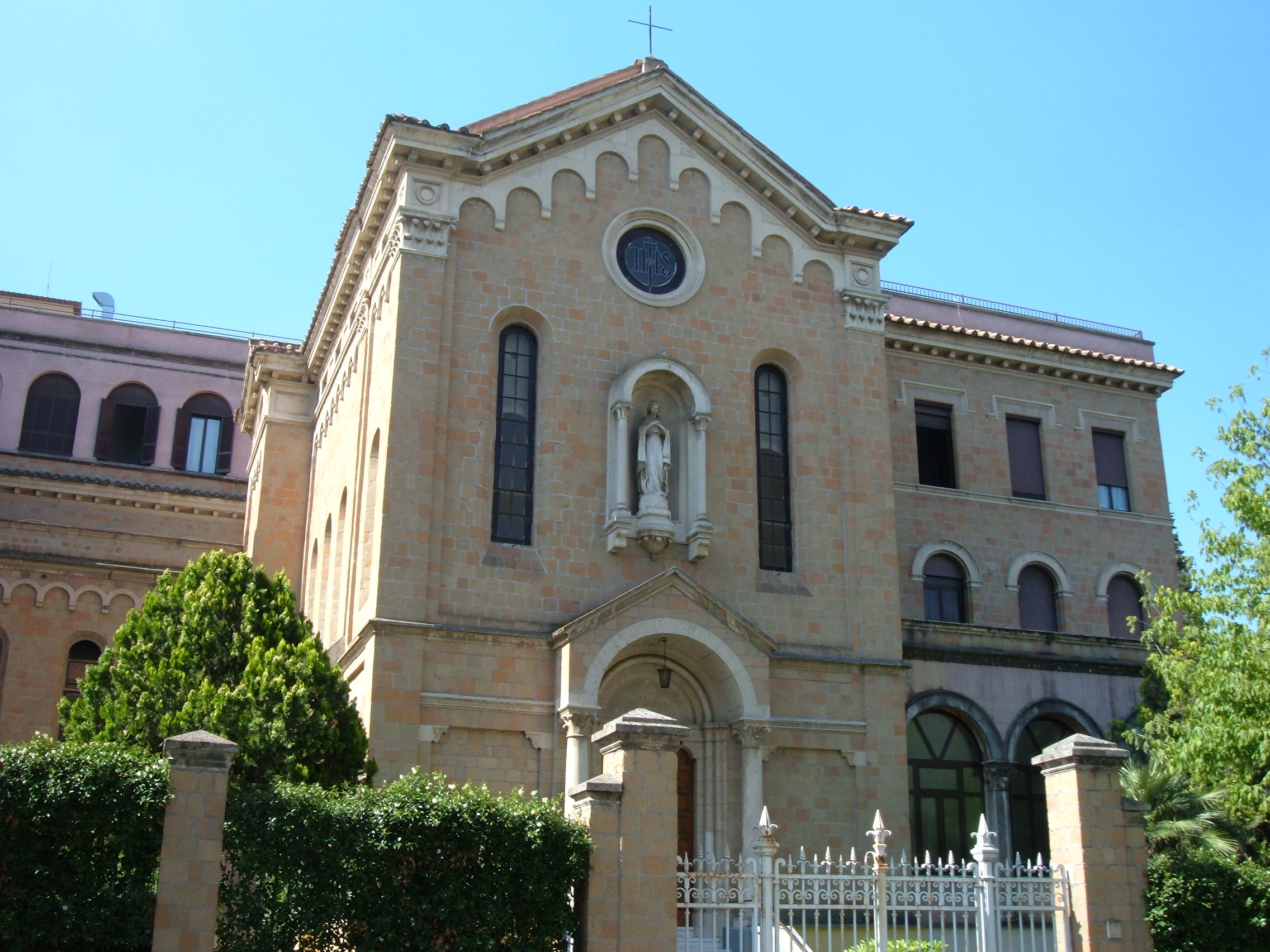
Vista da igreja.

Cappella del Preziosissimo Sangue di Nostro Signore Gesù Cristo al Gianicolense, conhecida também como Preziosissimo Sangue di Nostro Signore Gesù Cristo dei Missioni Estere, é uma capela localizada na Via Francesco Domenico Guerrazzi, 11, no quartiere Gianicolense. Dedicada ao Preciosíssimo Sangue de Cristo, é uma igreja subsidiária da paróquia de Santa Maria Regina Pacis a Monte Verde.

## História
Esta capela e o mosteiro vizinho foram fundados em 30 de abril de 1925 pelas Irmãs Adoradoras do Preciosíssimo Sangue de Nosso Senhor Jesus Cristo provenientes da casa-mãe da congregação em Saint-Hyacinthe, no Canadá. Durante a Segunda Guerra Mundial, oitenta judeus se refugiaram no local. 
As irmãs abandonaram o complexo em 1971, que passou para os padres do Pontifício Instituto para as Missões Estrangeiras (em italiano:  Pontificio Istituto Missioni Estere), que transforaram o local em sua cúria-geral e sede de seu próprio colégio, dedicado a santo Alberico Crescitelli.

## Descrição
A igreja é uma estrutura em estilo neorromânico. Sua fachada com um teto inclinado com duas águas é delimitada por pilares quadrados com capitéis coríntios nas esquinas. A estrutura é em pedra amarela com uma banda lombarda e outros elementos decorativos em branco. Ela conta ainda com um óculo redondo no alto e duas estreitas janelas com topo arqueado dos lados.
Uma escadaria leva à entrada, precedida por um prótiro constituído por duas colunas coríntias que sustentam um arco de volta perfeita e um tímpano triangular. Um nicho no centro da fachada abriga uma estátua da Imaculada Conceição em pedra branca.